# Marvin Mandel
Marvin Mandel, född 19 april 1920 i Baltimore, Maryland, död 30 augusti 2015 i St. Mary's County, Maryland, var en amerikansk demokratisk politiker. Han var Marylands guvernör 1969–1979. 
Från 4 juni 1977 till 15 januari 1979 fungerade viceguvernör Blair Lee III som tillförordnad guvernör. Orsaken var bedrägerirättegången mot Mandel.

## Biografi
Mandel utexaminerades från Baltimore City College och avlade sedan 1942 juristexamen vid University of Maryland. Medan han studerade juridik, gifte han sig med Barbara "Bootsie" Oberfeld. Sin advokatpraktik hade han i Baltimore. Han var talman i Marylands delegathus 1963–1969. Guvernör Spiro Agnew avgick 1969 för att tillträda som USA:s vicepresident. Maryland General Assembly valde Mandel till Agnews efterträdare då Maryland inte hade någon viceguvernör på den tiden. Agnews avgång ledde till en ändring i Marylands konstitution redan år 1970. Ett år senare, år 1971, återinrättades viceguvernörsämbetet.
Mandel skilde sig från hustrun Barbara under sin ämbetsperiod som guvernör. Då paret bodde isär innan de inledde skilsmässoprocessen, flyttade Mandel ut ur Marylands guvernörsresidens. Efter fem månader flyttade han tillbaka in i samband med skilsmässan. Mandel gifte om sig ännu under sin ämbetsperiod som guvernör. Korruptionsskandalen som han drabbades av gällde dels de pengar som han hade använt sig av för skilsmässouppgörelsen och det påföljande bröllopet. Anklagelserna gällde det inflytande han hade som guvernör för att bestämma vilka dagar hästkapplöpningstävlingar skulle hållas. Enligt åtalet hade pengarna kommit från en hästkapplöpningsbana.
Mandel dömdes för federal postbedrägeri och medverkan i en serie allvarliga brott (racketeering). Han satt i fängelse i 19 månader innan president Ronald Reagan omvandlade resten av straffet till villkorligt. Den fällande domen upphävdes senare.